# Hamba
Hamba (deutsch Hahnbach, ungarisch Kakasfalva) ist ein Dorf in der Region Siebenbürgen in  Rumänien. Es gehört administrativ zur Gemeinde Șura Mare (Groß-Scheuern).

## Lage

Hamba (2004)

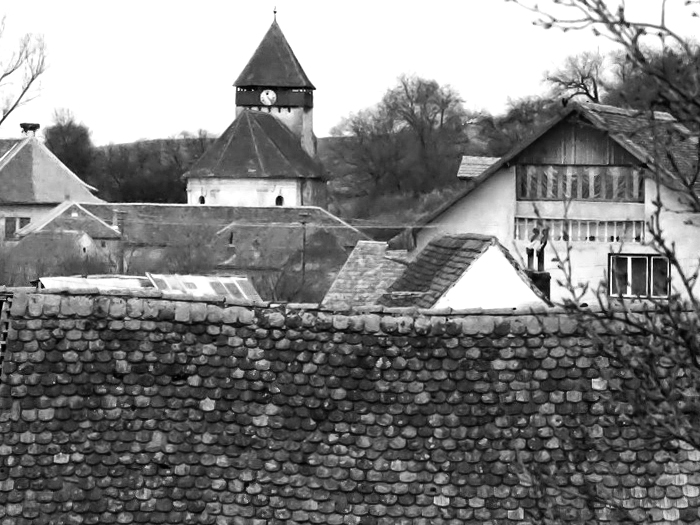
Hahnbach, Blick über die Dächer des Dorfes auf den Turm der evangelischen Kirche

Hamba (Hahnbach) liegt rund zehn Kilometer nördlich der Kreishauptstadt Sibiu (Hermannstadt) und zwei Kilometer entfernt von Șura Mare (Groß-Scheuern), wo sich auch das Bürgermeisteramt befindet.
Die Ortschaft liegt zwischen dem Kaltbachtal und dem Harbachtal, an der Wasserscheide zwischen den Flüssen Mureș (Mieresch) und Olt (Alt) und somit auch genau an der Grenze zwischen dem „Siebenbürgischen Weinland“ und dem „Haferland“.

## Geschichte

### Frühere Geschichte
Die Ortschaft wurde im Jahr 1337 – zusammen mit Groß-Scheuern – erstmals urkundlich erwähnt. Von jeher war Hahnbach eine freie Gemeinde, denn es lag auf dem historischen Königsboden, auf dem die Siebenbürger Sachsen besondere Privilegien genossen. Der Türkeneinfall von 1493 zog Hahnbach besonders stark in Mitleidenschaft. Auch die Basilika wurde damals zerstört.

### Jüngere Geschichte
In Zeit unmittelbar nach dem Zweiten Weltkrieg wurden – zum Teil gescheiterte – Versuche unternommen, zwangsweise rumänische Landbevölkerung in Hamba anstelle von Sachsen anzusiedeln.
Wie in den siebenbürgisch-sächsischen Dörfern Südsiebenbürgens üblich, setzte auch in Hamba nach der Wende von 1989 eine sehr starke Auswanderungswelle nach Deutschland, hauptsächlich nach Süddeutschland, ein.
In Deutschland sind die ehemaligen Bürger von Hahnbach seit 1981 in der Heimatortgemeinschaft (HOG) Hahnbach e.V. organisiert. Jedes zweite Jahr findet ein Ortstreffen der HOG Hahnbach, in Schorndorf – Schornbach, statt.

### Gegenwart
Seit etwa 2000 erlebt die Ortschaft Hamba einen sozialen Umstrukturierungsprozess, der sich deutlich zugunsten des Ortsbildes auswirkt. Aufgrund der Nähe zu Hermannstadt (Sibiu) haben immer mehr Städter Häuser in dem Dorf erworben und renoviert. Sie nutzen diese als Zweit- oder auch als Hauptwohnsitz. Am 9. August 2014 und am 13. August 2017 fanden in Hahnbach Treffen von ehemaligen Hahnbachern statt.

## Sehenswürdigkeiten
Die Kirchenburg um 1500 errichtet, wurde im 18. Jahrhundert fast zur Gänze abgetragen. Allein der Turm steht noch heute in seiner ursprünglichen Form. Neubauten und weitgehende Zubauten, Renovierungen bzw. Sanierungen an der Kirche wurden 1749, 1830, 1837, 1970 und 2013 durchgeführt. Die Kirche steht unter Denkmalschutz.
Die gesamten Renovierungskosten 2013, für das Dach vom Turm und Kirche, neue Dachrinnen an der Kirche, wurden durch Spenden von ehemaligen Hahnbachern aus Deutschland finanziert.